# Hemingway’s Whiskey
Hemingway’s Whiskey — тринадцатый студийный альбом американского кантри-певца Кенни Чесни, выпущенный 28 сентября 2010 года под лейблом BNA Records и стал его последним релизом на этом лейбле. Альбом получил в целом положительные отзывы от музыкальных критиков. Диск сразу дебютировал на первом месте общенационального хит-парада США Billboard 200 с тиражом за первую неделю около 183 000 копий и был сертифицирован в платиновом статусе RIAA, став его 6-м чарттоппером. В период с 2010 по 2011 год альбом выпустил пять синглов, вошедших в кантри-чарт Billboard Hot Country Songs. Четыре из них — «The Boys of Fall», «Somewhere with You», «Live a Little» и «Reality» — достигли первого места, а песня «You and Tequila» заняла третье место.

## История
В интервью The Boot Чесни объяснил причину названия своего нового релиза, сославшись на влияние Гая Кларка: «Я сидел в своем грузовике, и друг дал мне альбом Гая, который только что вышел. В этой песне говорится о том, что нужно жить полной жизнью, быть мужчиной в своих обязанностях и не идти на компромиссы. Как только я услышал ее, я понял, что должен вырезать ее — и назвать так альбом, — потому что в ней все сказано о том, как ты живешь, и какой может быть жизнь, если ты отказываешься от ограничений, а это, как человек, прочитавший все его книги, все, вокруг чего крутились романы Хемингуэя».
В блоге CMT Чесни также отметил, что хотел, чтобы альбом был «чем-то большим», чем его предшественник Lucky Old Sun: «Я приехал в город, чтобы писать песни, делать записи, создавать что-то, что говорило бы о том, как жил я и люди, которых я знал, которые жили так же, как я и мои друзья».

## Отзывы
| Оценки критиков         | Оценки критиков |
| Источник                | Оценка          |
| ----------------------- | --------------- |
| Engine 145              | [ 4 ]           |
| AllMusic                | [ 5 ]           |
| American Songwriter     | [ 6 ]           |
| Chicago Tribune         | [ 7 ]           |
| The Dallas Morning News | B+              |
| Entertainment Weekly    | B+              |
| Rolling Stone           | [ 10 ]          |
| Roughstock              | [ 11 ]          |
| USA Today               | [ 12 ]          |

После своего релиза Hemingway’s Whiskey снискал положительные отзывы музыкальных критиков. Сайт Metacritic, обобщая различные рецензии, дал альбому 67 из 100 пунктов своего анализа.
Джон Караманика из The New York Times назвал альбом «более мрачным, чем его предыдущие работы», отметив, что «в Hemingway’s Whiskey его голос звучит мягче и глубже, чем обычно, и он использует его для более сильного эффекта». Он также предпочел версию заглавного трека Чесни версии Гая Кларка, сказав, что «его версия заглавного трека, конечно, намного чище, чем у Гая Кларка, чья оригинальная версия была практически увядающей в микрофоне, но мистер Чесни звучит студено и серьезно. Чесни звучит основательно и серьезно». Мэтт Бьорк из Roughstock оценил альбом в четыре звезды и назвал его «пластинкой, на которой Кенни Чесни чувствует себя заряженным», и «которая охватывает всю гамму человеческих эмоций и рисует истории так, как это делали романы Хемингуэя». Стивен Томас Эрлевайн из AllMusic назвал альбом «отполированным и стильным» и восхитился количеством «медленного» материала на альбоме.
Критик American Songwriter Рик Мур оценил альбом в четыре звезды. Охарактеризовав его как «солидную работу», он прокомментировал авторские песни альбома, сказав, что он «отдает дань уважения сообществу авторов песен Нэшвилла». В Rolling Stone Джоди Розен нашел, что «Чесни исполняет обычные гимны „carpe diem“», однако отметил, что «когда настроение становится серьезным, он опускается: Ему не хватает серьезности, чтобы справиться с заглавным треком, заунывным посвящением Эрнесту Хемингуэю». Кроме того, Розен заключил, что «пока погода солнечная, а блендер жужжит, Чесни — отличная компания». В USA Today Брайан Мэнсфилд назвал его «прекрасно выдержанным кантри».
Билл Фрискикс-Уоррен из The Washington Post назвал его «самым стилистически широким [альбомом] на сегодняшний день» и рекомендовал заглавный трек и «Small Y’all» как лучшие на альбоме. Блейк Болдт из Engine 145 дал альбому оценку 3½ из 5 звезд, назвав Чесни «королем хиллбилли на Карибах». По его словам, «с этим альбомом он поддерживает этот имидж и доказывает, что все еще может время от времени выходить на свободу». Марио Тарраделл из The Dallas Morning News назвал Hemingway’s Whiskey "первым исключительно хорошим диском с 2002 года, когда вышел No Shoes, No Shirt, No Problems. Грег Виктор из Parcbench назвал диск «первым выдающимся альбомом после No Shoes, No Shirt, No Problems». Он назвал треки «немного более взрослыми, чем обычно» и поставил альбому 3½ из 5 звезд. Стюарт Манро из The Boston Globe назвал альбом «еще одним хорошо продуманным изложением музыкального мира Чесни», но также отметил, что «он не так уж далек от того, где он был со времен альбома 2002 года No Shoes, No Shirt, No Problems». Джессика Филлипс из Country Weekly дала альбому 3½ звезды из 5 и отметила, что его решение взять перерыв в гастролях на последний год «окупилось более цельной коллекцией песен, которые одновременно универсальны и в то же время явно личные». Она также назвала его трек «Small Y’all» «легко самой традиционно кантри-мелодией, которую Кенни записал за последние несколько лет».

## Коммерческий успех
Альбом стал № 1 в США в главном чарте Billboard 200 с тиражом в 183 000 копий в первую неделю релиза. По числу чарттопперов (диск стал шестым лидером Billboard 200) Кенни Чесни занял второе место среди всех кантри-исполнителей после Гарта Брукса.
Во вторую неделю релиза альбом опустился на второе место Billboard 200 с тиражом 65,000 копий. В 3-ю неделю релиза он спустился на 6-е место с тиражом в 40,000 копий. В 4-ю неделю альбом располагался на № 13 с тиражом 26,126 копий. На 2 июля 2011 года общий тираж диска в США составил 850,706 копий.

## Список композиций
| №                   | Название                                     | Авторы                                        | Длительность |
| ------------------- | -------------------------------------------- | --------------------------------------------- | ------------ |
| 1.                  | «The Boys of Fall»                           | Casey Beathard, Dave Turnbull                 | 6:32         |
| 2.                  | «Live a Little»                              | Shane Minor, David Lee Murphy                 | 3:39         |
| 3.                  | «Coastal»                                    | Michael Mobley, Wendell Mobley, Neil Thrasher | 2:40         |
| 4.                  | «You and Tequila» (при участии Grace Potter) | Matraca Berg, Deana Carter                    | 4:03         |
| 5.                  | «Seven Days»                                 | Lee Brice, Billy Montana, Jon Stone           | 4:20         |
| 6.                  | «Small Y'all» (при участии George Jones)     | Bobby Braddock                                | 2:54         |
| 7.                  | «Where I Grew Up»                            | Ashley Gorley, Kelley Lovelace, Thrasher      | 3:39         |
| 8.                  | «Reality»                                    | Kenny Chesney, Brett James                    | 3:31         |
| 9.                  | «Round and Round»                            | Scotty Emerick, Paul Overstreet, Even Stevens | 5:05         |
| 10.                 | «Somewhere with You»                         | J. T. Harding, Shane McAnally                 | 4:04         |
| 11.                 | «Hemingway's Whiskey»                        | Guy Clark, Ray Stephenson, Joe Leathers       | 3:28         |
| Общая длительность: | Общая длительность:                          | Общая длительность:                           | 43:58        |

## Позиции в чартах
| Чарт (2010)                           | Высшая позиция |
| ------------------------------------- | -------------- |
| Австралия (ARIA)                      | 73             |
| Австралия Country Albums (ARIA)       | 6              |
| Канада (Canadian Albums Chart)        | 10             |
| Норвегия (VG-lista)                   | 37             |
| США (Billboard 200)                   | 1              |
| США (Billboard Top Country Albums)    | 1              |
| США (Billboard Top Tastemaker Albums) | 24             |

| Чарт (2010)                       | Year-end 2010 |
| --------------------------------- | ------------- |
| US Billboard 200                  | 75            |
| US Billboard Top Country Albums   | 12            |
| Чарт (2011)                       | Year-end 2011 |
| US Billboard 200                  | 42            |
| US Top Country Albums (Billboard) | 10            |

| 2010                                    | «The Boys of Fall»                           | 1 | 18 | —  | 77 |
| 2010                                    | «Somewhere with You»                         | 1 | 31 | 16 | 52 |
| 2011                                    | «Live a Little»                              | 1 | 61 | —  | 78 |
| 2011                                    | «You and Tequila» (при участии Grace Potter) | 3 | 33 | —  | 62 |
| 2011                                    | «Reality»                                    | 1 | 62 | —  | 77 |
| «—» прочерк означает отсутствие в чарте |                                              |   |    |    |    |

## Сертификации
| Регион                                                                      | Сертификация  | Продажи   |
| --------------------------------------------------------------------------- | ------------- | --------- |
| США (RIAA)                                                                  | 2× Платиновый | 2 000 000 |
| Данные о продажах + прослушиваниях приведены только на основе сертификации. |               |           |